# 吕季方
吕季方（1897年—1977年），男，安徽休宁人，中华人民共和国政治人物，曾任中国民主同盟安徽省委员会主任委员，安徽省政协副主席，第三、四届全国政协委员，第四届全国人大代表。